# Софія Палеолог
Софія Хомівна Палеолог, Зоя Палеолог (1455, Морея — 7 квітня 1503, ?) — походила з імператорської династії Палеологів.

## Життєпис
Її батько, Фома Палеолог — деспот Мореї (середньовічна назва Пелопоннесу), був молодшим братом останнього візантійського імператора Костянтина XI, загиблого в 1453 при падінні Константинополя.
Після захоплення Морєї у 1460 Мехмедом II Зоя разом зі своїми двома братами пережила всі негаразди вигнання та втечі: спочатку на острів Керкіру (Корфу), а потім до Риму, де й отримала ім'я Софія. Після смерті батька Софія жила під опікою Папи Римського, який обрав її знаряддям своїх задумів: для того, щоби відновити флорентійське об'єднання церков і долучити до унії Московію, він вирішив видати візантійську принцесу заміж за московітського князя Івана III, овдовілого в 1467.
Вже в червні 1472 відбула з Риму до Московії, а 1 жовтня гонець прискакав до Пскова з наказом готуватися до зустрічі майбутньої государині. Софія, не затримуючись ніде, у супроводі римського легата Антонія поспішала до Москви, куди прибула 12 листопада 1472. У той же день відбулося її вінчання з Іваном III, при цьому шлюб московського князя з грецькою принцесою мав зовсім інші наслідки, ніж розраховував Папа. Софія замість того, щоб схилити Московію до прийняття унії, прийняла православ'я; посли Папи Римського змушені були виїхати ні з чим. Шлюб цей справив великий вплив на зміцнення міжнародного авторитету Московського царату і великокнязівської влади всередині країни. За словами Бестужева-Рюміна, спадщина Візантії відіграла величезну роль, насамперед, у справі «збирання Русі» Московією, а також у виробленні московітської національної ідеології Третього Риму.
У великої князівської пари Софії Палеолог та Івана III народилося 12 дітей. Слідом за двома доньками, померлими відразу ж після народження, велика княгиня народила сина — Василя Івановича, домігшись оголошення його великим князем замість вінчаного на царство онука Івана III — Дмитра.
Померла за два роки до смерті чоловіка — 7 квітня 1503.